# Silberblick (Album)
Silberblick ist das Debütalbum von Joachim Witt. Es erschien im Dezember 1980 unter dem Label WEA Records. Musikalisch wird das Album dem Genre Electronic und New Wave zugerechnet. Es wurde im Inner Space Studio in Weilerswist aufgenommen.

## Titelliste
Seite 1
1. Kosmetik (Ich bin das Glück dieser Erde) – 6:19
2. Goldener Reiter – 4:41
3. Der Weg in die Ferne* (Heaven) – 4:16
4. Meine Nerven – 5:35

Seite 2
1. Ich hab' so Lust auf Industrie – 4:25
2. Mein Schatten (Na, Na, Na, Du Bandit, Du) – 3:59
3. Ja, Ja … – 3:30
4. Sonne hat sie gesagt – 9:00

Alle Titel von Joachim Witt, außer * von David Byrne/Joachim Witt

## Besetzung
Albumproduktion
- Joachim Witt: Gesang, Gitarre, Orgel, Synthesizer
- Jaki Liebezeit: Schlagzeug
- Harald Gutowski: Bass
- Harald Grosskopf: Synthesizer
- René Tinner: Tontechnik

Artwork
- Hüllengestaltung: Eveline Grunwald[7]
- Fotos: Birgitta Singer[7]

## Rezeption

### Charts und Chartplatzierungen
Silberblick erreichte in Deutschland Rang zehn der Albumcharts und platzierte sich eine Woche in den Top 10 sowie 33 Wochen in den Charts. 1982 platzierte sich das Album auf Rang 22 der deutschen Album-Jahrescharts. In Österreich platzierte sich das Album einen halben Monat in der Hitparade und erreichte dabei Rang 20. In beiden Ländern war es der erste Album-Charterfolg für Witt. In Deutschland konnte sich kein Album von Witt länger in den Charts platzieren (Bayreuth I ebenfalls 32 Wochen). Bis zur Veröffentlichung von Eisenherz (Rang sieben) im Jahr 2002 konnte sich kein Album von Witt höher in Deutschland platzieren. In Österreich konnte sich kein Album Witts besser in den Charts platzieren.
| ChartsChartplatzierungen | Höchstplatzierung | Wochen |
| ------------------------ | ----------------- | ------ |
| Deutschland (GfK)        | 10 (33 Wo.)       | 33     |
| Österreich (Ö3)          | 20 (2 Wo.)        | 2      |

| ChartsJahrescharts (1982) | Platzierung |
| ------------------------- | ----------- |
| Deutschland (GfK)         | 22          |

### Auszeichnungen für Musikverkäufe
Im Juni 2022 bekam Witt für über 250.000 verkaufte Einheiten von Silberblick in Deutschland eine Goldene Schallplatte verliehen. Weltweit verkaufte sich das Album über 300.000 Mal.
| Land/Region        | Auszeichnungen für Musikverkäufe (Land/Region, Auszeichnung, Verkäufe) | Verkäufe |
| ------------------ | ---------------------------------------------------------------------- | -------- |
| Deutschland (BVMI) | Gold                                                                   | 250.000  |
| Insgesamt          | 1× Gold ·                                                              | 250.000  |